# Pectinivalva trepida
Pectinivalva trepida là một loài bướm đêm thuộc họ Nepticulidae. Nó được tìm thấy dọc theo tây nam bờ biển của Victoria.
Sải cánh dài 4.4-4.8 mm đối với con đực.
The host plant is unknown, but probably a Myrtaceae species. Chúng có thể ăn lá nơi chúng làm tổ.